# Ізі
«Ізі» або «Izi» (італ. Easy - Un viaggio facile facile) — копродукційний українсько-італійський комедійний фільм, знятий Андреа Маньяні. Фільм розповідає про 40-річного італійця-невдаху на ім'я Ісідоро, який за проханням брата везе з Італії у високогірне карпатське село труну із тілом загиблого на будівництві українського заробітчанина. Світова прем'єра стрічки відбулася на 70-му Міжнародному кінофестивалі у Локарно 2017 року, де вона брала участь в конкурсній програмі.
Стрічка вийшла в широкий український прокат 14 вересня 2017 року.

## Сюжет
40-річний італієць-невдаха на ім'я Ісідоро переживає скрутні часи. Він має депресію, живе з мамою, а з кар'єрою гонщика «Формули-3» Ізі розпрощався через те, що одного разу заснув на перегонах. Проте, його брат Філо доручає йому перевезти тіло загиблого українського заробітчанина-маляра Тараса на угорсько-український кордон. Однак, на кордоні його ніхто не зустрічає, і він вирішує самотужки шукати в Україні міста народження та майбутнього спочину українця.

## У ролях
| Актор              | Роль                     |
| ------------------ | ------------------------ |
| Нікола Ночелла     | Ізі                      |
| Ліберо Де Рієнцо   | Філо                     |
| Барбара Буше       | Деля                     |
| Лоренцо Аквавіва   | власник похоронного бюро |
| Остап Ступка       | Богдан                   |
| Вероніка Шостак    | Юлія                     |
| Катерина Косенко   | Селіна                   |
| Орест Сирватка     | дід                      |
| Володимир Кучма    | касир                    |
| Орест Гарда        | поліцейський             |
| Безо Моїзрапішвілі | грузинський водій        |

## Виробництво

### Розроблення
Виробництво стрічки є копродукцією між Україною і Італією, і є першим спільним проектом двох країн. Розроблення проекту почалось у 2010 році, коли представники української компанії Fresh Production Олег Щербина, Юля Чернявська та Заза Буадзе познайомилися на сесії Середземноморського кіноінституту з представниками італійської компанії Bartleby Film Андреа Маньяні та Кьярою Барбо. Під час Берлінського кінофестивалю 2012 року українська і італійська сторони домовились про виробництво. У чорновому сценарії Маньяні йшлося про венеційця, що везе труну заробітчанина до Балкан, проте після поїздки до Закарпаття та Карпат, він змінив місце дії на Україну. З 2013 року фільм перебував під загрозою через українську сторону, проте у листопаді 2015 року проблему вдалося вирішити і Держкіно надало гроші. За словами голови Державного агентства України з питань кіно Пилипа Іллєнка, разом з цим фільмом Держкіно повернулось до запуску нових проектів виробництва і розповсюдження національних та ко-продукційних фільмів.

### Бюджет
Бюджет фільму становить 1 мільйон 200 тисяч євро, з яких 58 % — внесок української сторони, 42 % — Італії. 20 % необхідних коштів надало Держкіно, також проект фінансово підтримали Міністерство культури Італії і Аудіовізуальний фонд регіону Фріулі-Венеція-Джулія.

### Зйомки
Зйомки планувалось розпочати в середині січня 2016 року в Україні, а саме під Києвом та в Прикарпатті — у Трускавці та в горах, де знімальна команда співпрацюватиме з трускавецькою фільм-комісією «Прикарпаття»: в Італії — у місті Градо неподалік Венеції.

### Кастинг
Спочатку головну роль планували віддати Ніколя Ночелла, а другорядні — Орнеллі Муті та Богдану Бенюку.

### Участь у фестивалях
У серпні 2017 року стрічка брала участь в конкурсній програмі 70-го Міжнародного кінофестиваля у Локарно-2017 (Швейцарія). В кінці вересня 2017 стрічка «Izi» також взяла участь у головному конкурсі найбільшого фестивалю італійського кіно за межами Італії — 35-ому Annecy Cinema Italien — 2017 (Франція), де вона завоювала «Гран-прі журі».
Стрічку також було представлено на Кінофестивалі в Остенді-2017 (Бельгія) та на 30-ому «Гельсінському міжнародному кінофестивалі „Кохання й анархія-2017“» (Фінляндія). а також було запрошено до участі у більш як 10 інших кінофестивалях.

## Реліз та касові збори
Стрічка вийшла в широкий український прокат 14 вересня 2017 року на 105 екранах та за перші вихідні заробила 727 тисяч гривень (7-е стартове місце). За другий український вікенд стрічка на 57 екранах зібрала 231 тис. гривень (9-те стартове місце) довівши загальні збори до 1,2 мільйона гривень. Стрічка пробула в українському прокаті чотири тижні, але вже на 3-му вікенді прокату (28 вересня — 1 жовтня 2017) її показували лише на 19 екранах і вона не змогла зберегти місце в Топ-10 українського бокс-офісу. На останньму 4-му українському вікенді стрічки (5–8 жовтня 2017) її показували всього на 3 екранах і вона також не змогла потрапити в Топ-10 українського бокс-офісу. Після 4-х тижнів українського прокату стрічка завершила свою прокатну долю в Україні зібравши в українському прокаті загалом десь ₴1,3 мільйона (~$50,2 тисяч).
В італійський прокат стрічка вийшла 31 серпня 2017 року в обмежений прокат на 35 екранах і протрималася в італійських кінотеатрах чотири тижні зібравши в сумі $265 тис. (~₴8 мільйонів).

## Відгук критиків
Українські кінокритики відгукнулись про фільм стримано-схвально.

## Нагороди та номінації
| Список нагород та номінацій                       | Список нагород та номінацій | Список нагород та номінацій                   | Список нагород та номінацій | Список нагород та номінацій | Список нагород та номінацій |
| Кінофестиваль/Кінопремія                          | Рік                         | Категорія                                     | Номінант(и)                 | Результат                   | Дж                          |
| ------------------------------------------------- | --------------------------- | --------------------------------------------- | --------------------------- | --------------------------- | --------------------------- |
| Фестиваль комедійних фільмів у Монте-Карло        | 2018                        | Приз журі найкращому акторові                 | Нікола Ночелла              | Перемога                    |                             |
| Премія «Давид ді Донателло»                       | 21.03.2018                  | Найкращий режисерський дебют                  | Андреа Маньяні              | Номінація                   | [ 24 ]                      |
| Премія «Давид ді Донателло»                       | 21.03.2018                  | Найкращий актор                               | Нікола Ночелла              | Номінація                   | [ 24 ]                      |
| Премія «Золота дзиґа»                             | 20.04.2018                  | Премія глядацьких симпатій                    | Ізі                         | Номінація                   | [ 25 ]                      |
| Міжнародний кінофестиваль Lighthouse у Нью-Джерсі | 2018                        | Приз глядацьких симпатій                      | Ізі                         | Перемога                    | [ 26 ]                      |
| 75-й Венеційський міжнародний кінофестиваль       | 2018                        | Премія Kineo Diamond Award                    | Ізі                         | Перемога                    | [ 27 ]                      |
| 70-й Міжнародний кінофестиваль у Локарно          | 2017                        | Нагорода незалежних швейцарських кінокритиків | Нікола Ночелла              | Нагорода                    | [ 28 ]                      |